# Zahradník

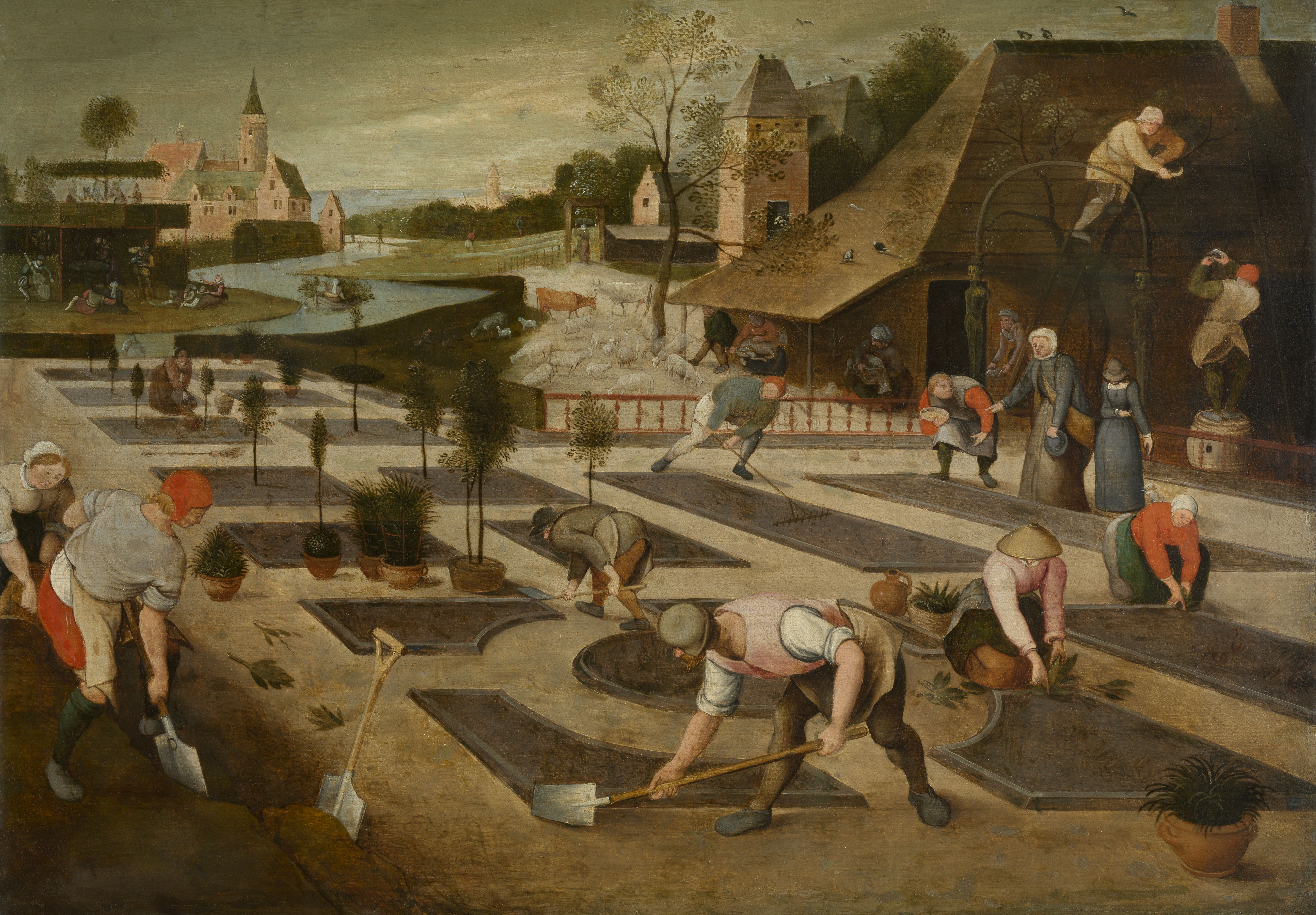
Zahradníci při práci na malbě Abela Grimmera Podzim z roku 1607

Zahradník je člověk odborně se zabývající zahradnictvím. Pracuje obvykle na zahradě, v sadu nebo v parku.
Specializovaný zahradník, který se stará v převážné míře o ovocné stromy pak bývá označován slovem ovocnář. Slovem zahradník bývá někdy označován i malorolník, který na poli pěstuje zeleninu nebo okrasné květiny. Pro amatérské zahradníky a sadaře je běžně používán podobný termín zahrádkář.

## Vymezení pojmu
Jedná se tedy o vytváření, vylepšování, obchodování s a využívání ovoce, zeleniny, květin a okrasných rostlin. Na rozdíl od botaniky hortikultura zahrnuje a spojuje vědu s estetikou. Zahradnictví je rozmanitý obor lidské činnosti, zahrnuje jednak použití rostlin jako potraviny (ovoce, zelenina, houby a byliny pro kuchařské účely) a ozdoby (květiny, stromy, keře, chmel, trávníky, víno, léčivé byliny), ale také služby ochrany rostlin, obnovování krajiny, projektování, zhotovování a údržba krajin a zahrad a další. Mnoho z těchto věcí je zásadně důležité pro zdraví (a pro udržení zdraví) člověka a jeho pohody.